# Norteño (licor)
Norteño es una bebida alcohólica originaria de la ciudad de Ibarra en Ecuador, es un aguardiente semiseco anisado con un grado alcohólico del 27% fabricado por la industria ibarreña Licores de América S.A. (Licoram S.A.), empresa de diseño, producción, envasado y comercialización de bebidas, licores y productos a base de alcohol.
Tiene una diversa variedad de presentaciones comercializadas al consumidor que van desde los envases de vidrio de 375 ml y 750 ml con tapa de metal y válvula de seguridad, al doypack (funda plástica) de 750 ml; hasta su presentación más grande de botella de vidrio de 1500 ml. Productos que son comercializados y expendidos a nivel nacional.

## Ingredientes
- Agua desmineralizada
- Alcohol etílico rectificado
- Jarabe de azúcar
- Esencia de anís

## Procesamiento de la bebida
Una vez liberadas las materias primas bajo un estricto control de calidad, se realiza la preparación de la mezcla por agitación de Licor norteño de acuerdo a su formulación en tanques de acero inoxidable, luego se realiza un muestreo organoléptico y grado alcohólico, se realiza traspaso a otro tanque de acero inoxidable dejando reposar por 48 horas, se filtra y se procede al envasado, etiquetado, colocación de componente físico de seguridad, codificado, empacado y almacenado. Para el envasado las botellas pasan inicialmente por un rinciado que es una limpieza de botella de vidrio.
En resumen:
1. Llegada del alcohol extra neutro de 96° a la planta de producción Licoram S.A. en Ibarra.
2. Ingreso del alcohol a la planta de producción.
3. Prueba de calidad al alcohol extra neutro.
4. Los grados de alcohol deben cumplir con las especificaciones solicitadas.
  1. Si no se cumplen las especificaciones requeridas la mercadería es regresada al proveedor.
  2. Si se cumplen con las especificaciones requeridas, el licor es envasado para su comercialización en el mercado.